# Mạng điện sinh hoạt
Mạng điện sinh hoạt của các hộ tiêu thụ là mạng điện một pha. Nhận điện từ mạng phân phối ba pha điện áp thấp, để cung cấp cho các thiết bị đồ dùng và chiếu sáng.
Mạng điện sinh hoạt thường có trị số áp pha định mức là 127v đến 220v.
Mạng điện sinh hoạt gồm mạch chính và mạch nhánh, Mạch chính giữ vai trò là mạch cung cấp, còn mạch nhánh được rẽ từ đường dây chính và được mắc song song để có thể điều khiển độc lập, là mạch phân phối điện tới các đồ dùng điện.
Các thiết bị điện, đồ dùng điện phải có điện áp định mức phù hợp với điện áp mạng điện cung cấp.
Mạng điện sinh hoạt còn có các thiết bị đo lường, điều khiển, bảo vệ và các vật cách điện khác.
Mạng điện sinh hoạt gồm mạch chính và mạch nhánh. Mạch chính giữ vai trò là mạch cung cấp, còn mạch nhánh rẽ từ đường dây của mạch chính, được mắc song song để có thể điều khiển độc lập và là mạch phân phối điện tới các đồ dùng điện